# 2015 DZ250
2015 DZ250 est un objet transneptunien avec une magnitude absolue de 5,7 et un diamètre estimé à environ 300 km, ce qui pourrait en faire une planète naine potentielle. 